# Josef Palivec
Josef Palivec (7. října 1886 Švabín, dnes součást Zbiroha – 30. ledna 1975 Praha) byl československý diplomat, český básník, esejista, překladatel z francouzštiny, španělštiny a angličtiny (Paul Valéry, Stéphane Mallarmé, Luis de Góngora y Argote, Samuel Taylor Coleridge).

## Život
Josef Palivec se narodil vrchnímu kočímu u Colloredo-Mansfeldů Josefu Palivcovi a manželce Marii, rozené Muchové (vzdálené příbuzné Alfonse Muchy) Bratr Václav Palivec byl mecenáš, mezi jiným při příležitosti sňatku Karla Čapka a Olgy Scheinpflugové (26. srpna 1935) jim věnoval k doživotnímu užívání dům ve Staré Huti u Dobříše - Strž (dnešní Památník Karla Čapka).
Josef Palivec studoval v Rokycanech, Plzni a Praze. Půl roku dělal písaře Jaroslavu Vrchlickému, působil v redakcích novin a časopisů. V roce 1914 byl těžce raněn na srbské frontě. Po externím studiu maturoval roku 1918 na vinohradském reálném gymnáziu. V roce 1919 byl ministerstvem zahraničí vyslán do Ženevy a pak až do roku 1930 pracoval v Paříži. Na čs. vyslanectví pečoval o kulturní propagaci ČSR. Rytíř Řádu čestné legie (1928).
Po rozvodu svého prvního manželství s francouzskou malířkou Stéphanií Guerzoniovou se roku 1930 stal druhým manželem Heleny Čapkové. V roce 1936 obhájil na Univerzitě Karlově doktorát práv. Za okupace působil na ministerstvu školství, byl zapojen do protifašistického odboje (skupina ÚVOD).
Od ledna do května 1945 vězněn fašisty v pankrácké věznici, po osvobození krátce na ministerstvu zahraničí. V prosinci 1949 zatčen a souzen komunistickou justicí v tzv. procesu se skupinou Milady Horákové. O dva roky později byl za posílání informací do zahraničí odsouzen k trestu odnětí svobody na 20 let, k peněžitému trestu 50 000 korun, konfiskaci jmění a ztrátě občanských práv. V říjnu 1953 byl odeslán dopis 42 českých spisovatelů, kteří žádali pro J. Palivce milost. V roce 1954 byl trest snížen na 10 let a byl prominut zbytek peněžitého trestu, vězněn až do roku 1959. V roce 1969 byl rehabilitován, ale roku 1971 byl osvobozující rozsudek opět zrušen.
Překládal z francouzštiny Paula Valéryho, a také Coleridge a Góngoru a též české básníky do francouzštiny, psal vlastní poezii a prózu. Zemřel roku 1975 a byl pohřben na Olšanských hřbitovech.
V roce 1992 byl vyznamenán Řádem Tomáše Garrigua Masaryka III. třídy in memoriam.

## Citát
| „                  | V životě měl jsem hromadu dobrých známých, dost kamarádů, ale jen tři životní přátele. Poslední a nejstarší z nich byl básník Josef Palivec… Ještě před válkou napsal knihu uhrančivě krásných veršů a přeložil Valéryho básně. Jeho překlady jsou téměř tak dokonalé jako originál. Říkám-li téměř, pak to, co jim chybí, je rozdíl mezi francouzštinou a češtinou. Čeština je přece jen zcela jiná řeč. Ale překladům to příliš nevadí. | “ |
| — Jaroslav Seifert | |   |

## Spisy

### Básně
- Pečetní prsten, 1941
- Naslouchání, 1942
- Síta, 1943 – obsahuje předešlé dvě sbírky a báseň Spáč

### Souborné vydání
- Básně, eseje, překlady, editor Jiří Rambousek, Praha, Torst, 1993, ISBN 80-85639-11-4
- Prózy, listy z vězení, pozdravy přátel, editor Jiří Rambousek, Praha, Torst, 1996, ISBN 80-85639-87-4